# Krzywowierzba-Kolonia
Krzywowierzba-Kolonia (prononciation [kʂɨvɔˈvjɛʐba kɔˈlɔɲa]) est un village de la gmina de Dębowa Kłoda du powiat de Parczew dans la voïvodie de Lublin, situé dans l'est de la Pologne.

## Histoire
De 1975 à 1998, le village est attaché administrativement à l'ancienne Voïvodie de Biała Podlaska.

Depuis 1999, il fait partie de la nouvelle voïvodie de Lublin.